# Irene Abendroth
Pour les articles homonymes, voir Abendroth.
Irene Abendroth , née à Lemberg (Autriche-Hongrie) le 14 juillet 1872 et morte à Weidling (de) (Vienne) le 1er septembre 1932 , est une chanteuse lyrique autrichienne soprano colorature.

## Biographie
Irene Abendroth reçoit sa formation de Francesco Lamperti et de Cleofonte Campanini (it) à Milan et chez Emma Mampe-Babnigg (de) et Aurelie Wilczek (de) à Vienne.
Elle est membre du Wiener Staatsoper (opéra d'État de Vienne) en 1889 et chante à Riga et à Munich, puis à nouveau à Vienne (1894-1899). Elle est engagée à l'Opéra royal de Dresde de 1899 à 1908.